# 硝酸双氧钨
硝酸双氧钨是一种无机化合物，化学式为WO2(NO3)2，是黄色的晶体。它可以由氯氧化钨和五氧化二氮反应得到，但未反应的氯氧化钨难以分离。它在50 °C时能和石墨发生作用。